# Ashraf Youssef
Ashraf Youssef (ar. أشرف يوسف; ur. 5 października 1965 w Al-Minja) – egipski piłkarz grający na pozycji prawego obrońcy. W swojej karierze rozegrał 4 mecze w reprezentacji Egiptu.

## Kariera klubowa
Swoją karierę piłkarską Youssef rozpoczął w klubie El Minya SC, w którym zadebiutował w 1988 roku. W 1993 roku przeszedł do Zamaleku, z którym w sezonie 1994/1995 wywalczył wicemistrzostwo Egiptu. W sezonie 1995/1996 grał w Tersanie SC, a w latach 1996-2000 był piłkarzem Dina Farms FC. W sezonie 2000/2001 był piłkarzem Sohag SC. Karierę kończył w 2002 roku jako zawodnik klubu Telephonat Beni Suef SC.

## Kariera reprezentacyjna
W reprezentacji Egiptu Youssef zadebiutował 2 lutego 1994 w zremisowanym 1:1 towarzyskim meczu z Marokiem, rozegranym w Szardży. W tym samym roku został powołany do kadry na Puchar Narodów Afryki 1994. Na tym turnieju nie rozegrał żadnego meczu. W kadrze narodowej rozegrał 4 spotkania, wszystkie w 1994.